# 哈丽拉·阿里
哈麗拉·阿里（Khalilah Camacho Ali，1950年3月17日—）是已故拳王穆罕默德·阿里的前妻。 她在17岁的时候（1967年）和阿里结婚， 在27岁的时候（1977年）离婚。 他们共生育了四个孩子。
她学习过空手道，并与1977年获得黑带三段。 Khalilah 继续跟 Jim Kelly and Steve Saunders学习空手道， 最终获得了黑带九段。 她七次出现在Ebony Magazine 的封面上。 她在20世纪80年代再婚，后来又离婚了两次。
她出现在珍·芳達的电影危机中。